# Yaddo

Yaddo est une colonie d'artistes située à Saratoga Springs dans l'État de New York aux États-Unis. Son but est de développer la créativité des artistes en mettant à leur disposition un environnement favorable au travail. Elle offre des résidences aux artistes de tous horizons : chorégraphie, peinture, cinéma, littérature, musique, théâtre, photographie, gravure, sculpture, et art vidéo.

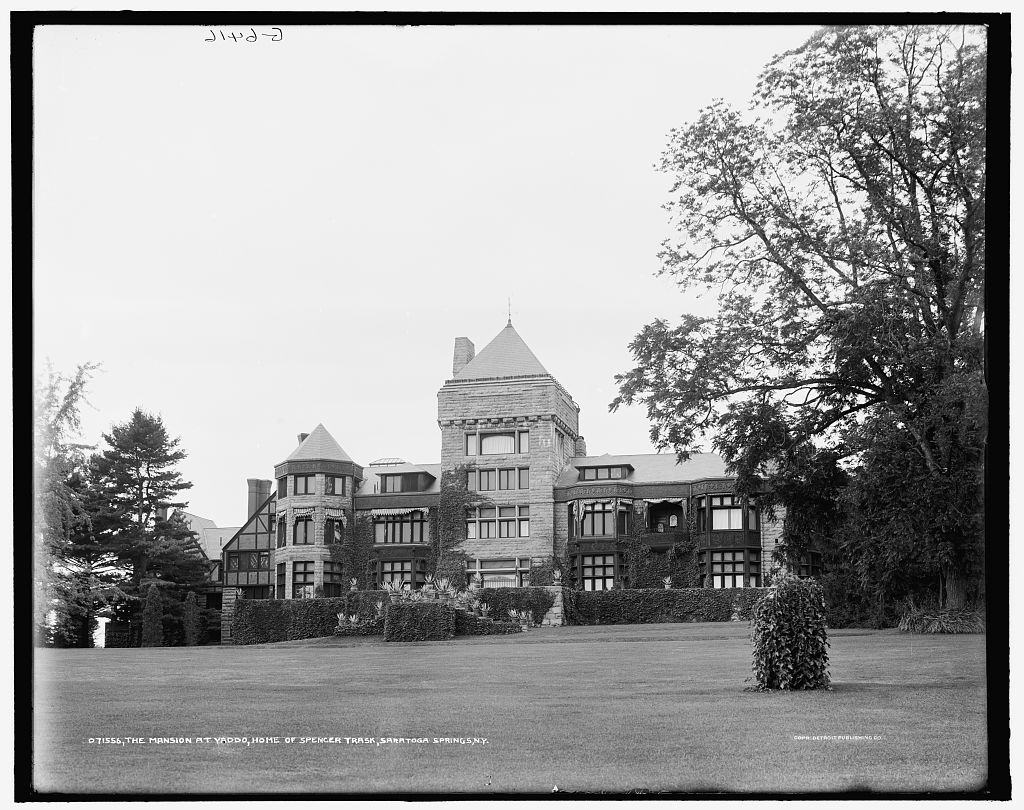
Yaddo vers 1905

## Histoire
La propriété est achetée en 1881 par l'homme d'affaires Spencer Trask (en) et sa femme, l'écrivain Katrina Trask. La première bâtisse est détruite lors d'un incendie en 1893, faisant place à la maison actuelle. 
Yaddo est un mot qui aurait été inventé par Christina, l'un des enfants des Trask, qui cherchait à prononcer Shadow (ombre).

### Colonie d'artistes
En 1900, sans héritier après la mort prématurée de leurs quatre enfants, Spencer Trask décide de reconvertir la maison familiale en résidence d'artistes, en hommage à son épouse. Il meurt dans un accident de train le Jour de l'an 1909. Katrina Spencer se remarie avec le banquier et philanthrope George Foster Peabody (en), et tous deux décident d'investir dans le projet de Spencer Corporation of Yaddo. Les premiers artistes s'y installent à partir de 1926. Le succès de Yaddo convaincra par la suite Katrina Trask de faire don d'une de leurs propriétés comme maison de repos pour les ouvrières textiles de la ville de Troy (New York), la Wiawaka Holiday House (en).

### Période du maccarthysme
En 1947, au cours de la deuxième peur rouge du maccarthysme, la paix et le calme que cultive Yaddo sont mis à mal avec l'accusation d'espionnage qui frappe l'écrivain et journaliste Agnes Smedley, qui y réside depuis 1943. En 1949 éclate l'affaire Robert Lowell, lorsque ce poète américain tente d'évincer Elizabeth Ames, Directrice de Yaddo depuis 1926, au prétexte qu'elle est soupçonnée par le FBI de complicité d'espionnage avec Agnes Smedley pour le compte de l'Union soviétique. Mais celle-ci est finalement disculpée et restera directrice de Yaddo jusqu'à sa mort en 1977.

### Reconnaissance et période actuelle
Plus de 6 000 artistes ont séjourné à Yaddo, parmi lesquels Hannah Arendt, Milton Clark Avery, James Baldwin, Leonard Bernstein, Truman Capote, Carson McCullers, John Cheever, Aaron Copland, Kenneth Fearing, Jonathan Franzen, Daniel Fuchs, Philip Guston, Patricia Highsmith, Langston Hughes, Ted Hughes, Alfred Kazin, Jacob Lawrence, Robert Lowell, Sylvia Plath, Henry Roth, Philip Roth, Katherine Anne Porter, Mario Puzo, Clyfford Still, Virgil Thomson, Colm Tóibín, Flannery O'Connor, Anne Truitt ou David Foster Wallace.

L'écrivain américain John Cheever déclarait : 
« The forty or so acres on which the principal buildings of Yaddo stand have seen more distinguished activity in the arts than any other piece of ground in the English-speaking community and perhaps the world »
« Les quelque 1600 mètres carrés que constituent les principaux bâtiments de Yaddo ont vécu plus d'évènements artistiques que n'importe quelle parcelle de terre de la communauté anglophone et peut-être du monde »

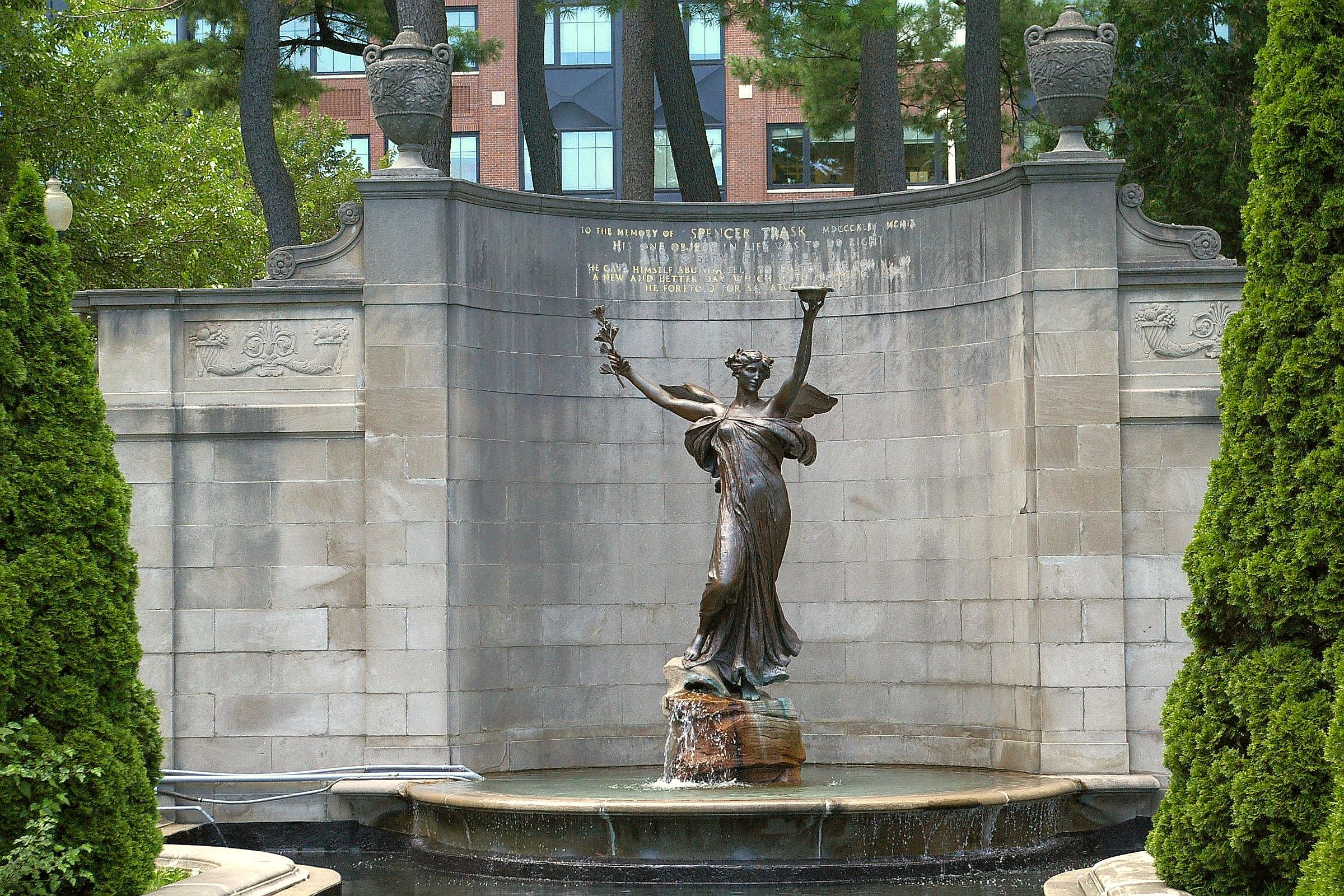

Le sculpteur Daniel Chester French a réalisé une statue commémorative de Spencer Trask, The Spirit of Life, que l'on peut voir dans le parc de Saratoga. 
Les artistes qui ont séjourné à Yaddo ont remporté 61 Prix Pulitzer, 56 National Book Awards, 22 National Book Critics Award, un Prix Nobel de littérature, et de nombreux autres prix. Plusieurs livres d'auteurs de Yaddo ont été adaptés au cinéma.
En 2013, Susan Unterberg et A. M. Homes, d'anciennes résidentes, sont nommées co-présidentes.
Après plus de 100 ans d'histoire, Yaddo accepte désormais de recevoir des contributions sous forme de dons ou de souscriptions pour des projets spécifiques, dans le souci de préserver ce lieu d'inspiration de la communauté artistique. Lors de la célébration de son centième anniversaire, Yaddo a reçu d'importantes contributions de la Spencer Trask & Company et de son dirigeant actuel Kevin Kimberlin (en).
La romancière Patricia Highsmith a fait don de sa propriété de 3 millions de dollars à la communauté.

## Visites
On peut se promener dans le parc entre les bosquets de pins, les pelouses, les lacs artificiels et leurs canards, la roseraie. Seul lieu que les touristes sont autorisés à visiter, le parc est conçu à l'image des jardins italiens que les Trask avaient pu visiter en Europe. Il est orné de nombreuses sculptures et statues, d'une pergola, ou encore d'un cadran solaire qui porte l'inscription « Hours fly, Flowers die, New days, New ways, Pass by, Love stays. »
Yaddo fait partie du Registre national des monuments historiques américain.